# Patric Ullaeus
Patric Ullaeus est un réalisateur de clips musicaux et photographe suédois. Il fonde la Revolver Film Company basée à Göteborg. Il est très actif dans le monde du metal et travaille régulièrement avec des groupes comme Amaranthe, Arch Enemy, Children of Bodom, In Flames, Lacuna Coil ou encore Within Temptation.
Il est marié à Tara Ullaeus elle-même artiste et chanteuse connue également sous le nom de Tara Teresa. Elle participe à l'élaboration de plusieurs projets en 1999 et 2000 en tant que directrice artistique.

## Récompenses
En 2007, son clip vidéo The Serpentine Offering réalisé pour le groupe de black metal symphonique Dimmu Borgir remporte le Grammy award norvégien Spellemannprisen dans la catégorie Vidéo de l'année.
En 2009, son clip vidéo Alias réalisé pour le groupe de death metal mélodique In Flames remporte le Swedish Metal Awards dans la catégorie Meilleur Vidéo/Réalisateur.
En 2010, son clip vidéo Burn This City réalisé pour le groupe de metalcore Sonic Syndicate remporte le Swedish Metal Award dans la catégorie Meilleur Vidéo/Directeur.

## Expositions Artistiques
| Nom de l'exposition | Lieu                       | Ville     | Pays                   | Date           |
| ------------------- | -------------------------- | --------- | ---------------------- | -------------- |
| RockART             | RAG (rEvolver Art Gallery) | Göteborg  | Drapeau de la Suède    | Novembre 2009  |
| RockART             | LUXE Gallery               | New York  | Drapeau des États-Unis | Mars 2010      |
| RockART             | Frankfurt Messe            | Francfort | Drapeau de l'Allemagne | Mars 2010      |
| RockART             | L2                         | Stockholm | Drapeau de la Suède    | Avril 2010     |
| RockART             | Mornington Hotel           | Göteborg  | Drapeau de la Suède    | Mai 2010       |
| RockART             | Ulfsunda Slott             | Stockholm | Drapeau de la Suède    | Octobre 2010   |
| RockART             | Gothia Towers              | Göteborg  | Drapeau de la Suède    | Novembre 2010  |
| RockART             | 7H                         | Kinna     | Drapeau de la Suède    | Novembre 2011  |
| RockART             | Galleri Nils Åberg         | Göteborg  | Drapeau de la Suède    | Janvier 2012   |
| RockART             | Mini BlackBox              | Göteborg  | Drapeau de la Suède    | Mai 2012       |
| RockART             | Tjuvholmen                 | Oslo      | Drapeau de la Norvège  | Mai 2014       |
| RockART             | Galleri Interart           | Göteborg  | Drapeau de la Suède    | Septembre 2016 |